# Marité Villeneuve
Marité Villeneuve naît en 1949 à Jonquière, au Saguenay, elle est une artiste, écrivaine et psychologue canadienne.

## Biographie
Marité Villeneuve est née en 1949 à Jonquière dans la région du Saguenay-Lac-Saint-Jean au Québec.  Après des études universitaires en France, elle devient psychologue en pratique privée à Québec’.
En 1987, elle aborde la littérature en écrivant des nouvelles et publie dans plusieurs revues littéraires, notamment: XYZ, Arcade, Brèves littéraires, Virages, Contre-jour, L'écrit primal et le collectif saguenayen Un Lac, un Fjord, un Fleuve’.
Parallèlement à l’écriture, elle s’adonne à la sculpture d’argile pendant une dizaine d’années. Cette activité lui inspire le matériau de son premier livre, Les Pleurantes: de la blessure originelle à la création, publié en 1998 aux éditions Les Ateliers Transhumance et réédité plus tard sous le titre Sculpter sa vie. 
Chargée de cours à l'Université Laval, elle quitte la profession de psychologue en 2000 pour se consacrer à temps plein à l'écriture, à l'enseignement de la création littéraire et à l'animation d'ateliers’’. La même année, elle publie son premier recueil de poésie Pays d'épaule et de mousse aux éditions Écrits des Hautes-terres, qui célèbre ses racines et le pouvoir de la nature’.  
De 1998 à 2004, la confrontation à la maladie d'Alzheimer de sa mère la pousse à rédiger un journal quotidien où elle raconte ses années d'accompagnement auprès d'elle. Rassemblant ses carnets, elle publie en 2005 Je veux entrer chez-moi: récit d'un accompagnement, aux Éditions Fides’. Elle reçoit le Prix littéraire du récit au Salon du livre Saguenay-Lac-Saint-Jean dans la catégorie intérêt général en 2008’.  
En 2007, elle écrit un essai Des pas sur la page, l'écriture comme chemin. Fruit de ses années d'expériences dans l'animation d'ateliers de création littéraire, le livre est publié aux éditions Fides. Elle reçoit le Prix Abitibi-Consolidated dans la catégorie intérêt général au Salon du Livre du Saguenay-Lac-St-Jean de 2008. 
François Paré en parle dans son étude Voix et image Mysticisme de l'écrivain: « Villeneuve croit admirablement aux vertus métamorphiques de la représentation. Elle ne doute jamais que le risque de se perdre dans l’univers second du représenté ne soit en fait la seule voie possible vers une véritable transformation de l’être. L’écriture répond à des pulsions d’espérance et
ceux qui choisissent de survivre aux traumatismes de leur passé y trouvent nécessairement le réconfort. ».  
En 2010, elle publie Sculpter sa vie aux éditions Fides, une version revue et amplifiée de son livre Les Pleurantes: de la blessure originelle à la création, illustré de photos de ses sculptures. À travers les «pleurantes», des figurines d’argile qui se sont imposées au cours des années et demandent la parole, cet essai révèle la puissance du geste créateur qui libère ce qui était bâillonné et rejoint les autres dans leur humanité, nous amenant ainsi vers l'universel.
Cette même année, elle fonde une maison d’édition, Les Écrits d’à côté, et y publie un recueil de poésie, Jaune le bonheur.
En 2011, paraît Pour un dimanche tranquille à Pékin, un roman publié aux Éditions Fides. Par l'entremise de ses carnets, elle relate une année sabbatique qui l’amène à voyager à travers plusieurs pays. Elle propose un roman existentiel explorant les crises de la vie, les transformations, la quête intérieure, ainsi que l'amour, la création et la compréhension de soi pour arriver au bonheur. Dans cet ouvrage, Marité Villeneuve observe que la sagesse n'est pas quelque chose que l'on reçoit, mais plutôt une découverte personnelle qui nécessite un parcours que nul ne peut réaliser à notre place. L'écriture de ce récit se distingue par sa clarté, alliant précision et profondeur. Elle reçoit alors le Prix littéraire du roman au Salon du Livre du Saguenay-Lac-St-Jean de 2011’’.      
En 2013, elle publie un nouveau recueil de poésie Le ciel clandestin aux Éditions David. Dans le journal Le Droit, Valérie Lessard souligne sur cet ouvrage: « Marité Villeneuve se fait passagère d'un Ciel clandestin qui reflète la volonté d'être autant que la fragilité de vivre. »’.   
En 2015 paraît un récit J’écris sur vos cendres, aux Éditions Fides, inspiré d'un drame familial qui fait basculer son existence. Dans ce livre, elle retourne dans son passé pour assimiler les événements clés de sa vie, faisant de cet ouvrage un livre enveloppant avec la puissance des grands sentiments.   
En 2020, son dixième titre, Mon frère Paul est publié chez Del Busso éditeur, un roman biographique sur la vie et l’œuvre de l’écrivain Paul Villeneuve, poète et romancier, décédé en 2010.  Elle reçoit le Prix littéraire du roman 2021 au Salon du livre du Saguenay-Lac-Saint-Jean pour cet ouvrage et elle est finaliste au prix littéraire France-Québec’. Le roman figure dans la présélection du jury au Grand prix du Salon du livre de Montréal ’.   
Puis en 2021, le Salon du livre du Saguenay-Lac-St-Jean organise une soirée littéraire en hommage à cet écrivain disparu. Avec Jean Désy, elle présente une lecture d'extraits de ses écrits dont certains inédits. 

## Citations
« Où que l’on soit sur les murailles de la Chine, derrière sa fenêtre chez soi à contempler le fleuve, ou à Paris devant le tableau d’un maître, on est toujours, et encore, au milieu de soi. Et ce soi-là aura toujours des angoisses et des questions sans réponse, il sera toujours seul devant sa décrépitude et sa mort. »

## Œuvres littéraires

### Récits et Romans
- Les Pleurantes : de la blessure originelle à la création, Ateliers Transhumance, 1998, 96 p. (ISBN 2-9806144-0-8)
- Je veux rentrer chez moi: récit d'un accompagnement, Fides, 2005, 248 p. (ISBN 978-2-7621-2638-9)
- Pour un dimanche tranquille à Pékin, Éditions Fides, 2011, 312 p. (ISBN 978-2-76213-076-8)
- J'écris sur vos cendres, Éditions Fides, 2015, 216 p. (ISBN 9782762138375)
- Mon frère Paul, Del Busso éditeur, 2020, 384 p. (ISBN 9782925079019)

### Essais
- Sculpter sa vie  (réédition enrichie du récit Les pleurantes), Fides, 2010, 156 p. (ISBN 978-2-76213-065-2)
- Des pas sur la page. L'écriture comme chemin., Fides, 2015, 144 p. (ISBN 9782762128222)

### Poésie
- Pays d’épaule et de mousse, Écrits des Hautes-Terres, 2000, 107 p. (ISBN 9782922404210)

- Jaune le bonheur, Les Écrits d'à coté, 2010, 92 p. (ISBN 9782981199904)
- Le Ciel clandestin, Les éditions David, 2013, 92 p. (ISBN 9782895973782)
- Terre de silence: carnets spirituels, Les Écrits d'à côté, 2022, 122 p. (ISBN 9782982064003)

## Prix et Distinctions
- 2005 -  Je veux rentrer chez-moi - Prix Abitibi-Consolidated, catégorie Récit
- 2008 - Des pas sur la page - Prix littéraire du Salon du Livre du Saguenay Lac Saint-Jean, catégorie intérêt général.
- 2011 - Pour un dimanche tranquille à Pékin, Prix littéraire du Salon du Livre du Saguenay Lac Saint-Jean, catégorie Roman.
- 2021 - Mon frère Paul - Prix littéraire du Salon du livre du Saguenay-Lac-Saint-Jean, section Roman
- 2021 - Mon frère Paul - Première sélection au Grand Prix du livre de Montréal
- 2021 - Mon frère Paul - Finaliste Prix littéraire France-Québec